# Capo di Pula
Capo di Pula este o arie protejată (arie specială de conservare — SAC, sit de importanță comunitară — SCI) din Italia întinsă pe o suprafață de 1.576 ha, integral pe uscat.

## Localizare
Centrul sitului Capo di Pula este situat la coordonatele 39°00′07″N 9°02′25″E / 39.0019°N 9.0402°E.

## Înființare
Situl Capo di Pula a fost declarat sit de importanță comunitară în iunie 1995 pentru a proteja 1 specie de plante și 23 de specii de animale. Situl a fost protejat și ca arie specială de conservare în aprilie 2017.

## Biodiversitate
Situată în ecoregiunea mediteraneană, aria protejată conține 9 habitate naturale: Straturi cu Posidonia (Posidonion oceanicae), Galerii și tufărișuri riverane sudice (Nerio-Tamaricetea și Securinegion tinctoriae), Galerii de Salix alba și de Populus alba, Tufărișuri halofile mediteraneene și termo-atlantice (Sarcocornetea fruticosi), Stepe sărăturate mediteraneene (Limonietalia), Vegetație anuală la limita mareei, Faleze cu vegetație de Limonium spp. endemic de pe coastele mediteraneene, Lagune de coastă, Tufărișuri termo-mediteraneene și de pre-deșert.
La baza desemnării sitului se află mai multe specii protejate:
- plante (1): Brassica insularis
- păsări (18): pescăruș albastru (Alcedo atthis), Alectoris barbara, stârc roșu (Ardea purpurea), Calonectris diomedea, prundăraș de sărătură (Charadrius alexandrinus), erete de stuf (Circus aeruginosus), egretă mică (Egretta garzetta), piciorong (Himantopus himantopus), Larus audouinii, Larus genei, stârc de noapte (Nycticorax nycticorax), vultur pescar (Pandion haliaetus), Phalacrocorax aristotelis desmarestii, flamingo roz (Phoenicopterus roseus), lopătar (Platalea leucorodia), ciocântors (Recurvirostra avosetta), chiră de baltă (Sterna hirundo), chiră mică (Sternula albifrons)
- amfibieni (1): Discoglossus sardus
- mamifere (1): delfin mare (Tursiops truncatus)
- reptile (3): țestoasa de baltă (Emys orbicularis), Euleptes europaea, țestoasă bănățeană (Testudo hermanni)

Pe lângă speciile protejate, pe teritoriul sitului au mai fost identificate 7 specii de plante, 22 de specii de păsări, 2 specii de amfibieni, 4 specii de nevertebrate, 2 specii de pești, 4 specii de reptile.